# Odontura quadridentata
Odontura quadridentata är en insektsart som beskrevs av Krauss 1893. Odontura quadridentata ingår i släktet Odontura och familjen vårtbitare. Inga underarter finns listade i Catalogue of Life.